# 日本ハンバーグ・ハンバーガー協会
一般社団法人日本ハンバーグ・ハンバーガー協会（にほんハンバーグ・ハンバーガーきょうかい、英語表記：NIHON HAMBURG & HAMBURGER ASSOCIATION）は、ハンバーグ、ハンバーガーを製造する日本の企業をおもな会員としていた業界団体。元農林水産省所管。略称はNHHA。2022年6月、解散。

## 概要
いずれも解散時。
- 所在地： 〒150-0013 東京都渋谷区恵比寿1-5-6 ハム・ソーセージ会館1階[2]
- 会長 ： 宮下建治（日本マクドナルド株式会社）

## 沿革
- 1971年6月26日 - 日本ハンバーグ工業協会設立。
- 1972年11月1日 - 日本ハンバーガー･チェーン・アソシエーション設立。
- 1973年3月5日 - 両協会を統合。日本ハンバーグ･ハンバーガー協会設立。
- 1973年8月1日 - 社団法人認可。
- 2012年4月1日 - 一般社団法人に移行。
- 2022年6月21日 - 総会で解散決議[3][4]。

## 解散時の会員

### 正会員[2]
- 日本マクドナルド
- モスフードサービス
- マルシンフーズ
- 丸大食品
- 石井食品
- 伊藤ハム
- 日本ハム
- 滝沢ハム
- スターゼン
- プリマハム
- 日本ハム食品
- 江戸清
- 紅梅食品工業
- オレンジベイフーズ

### 賛助会員[2]
- 共栄フード